# Blaine County (Nebraska)
Blaine County is een county in de Amerikaanse staat Nebraska.
De county heeft een landoppervlakte van 1.841 km² en telt 583 inwoners (volkstelling 2000). De hoofdplaats is Brewster.

## Bevolkingsontwikkeling

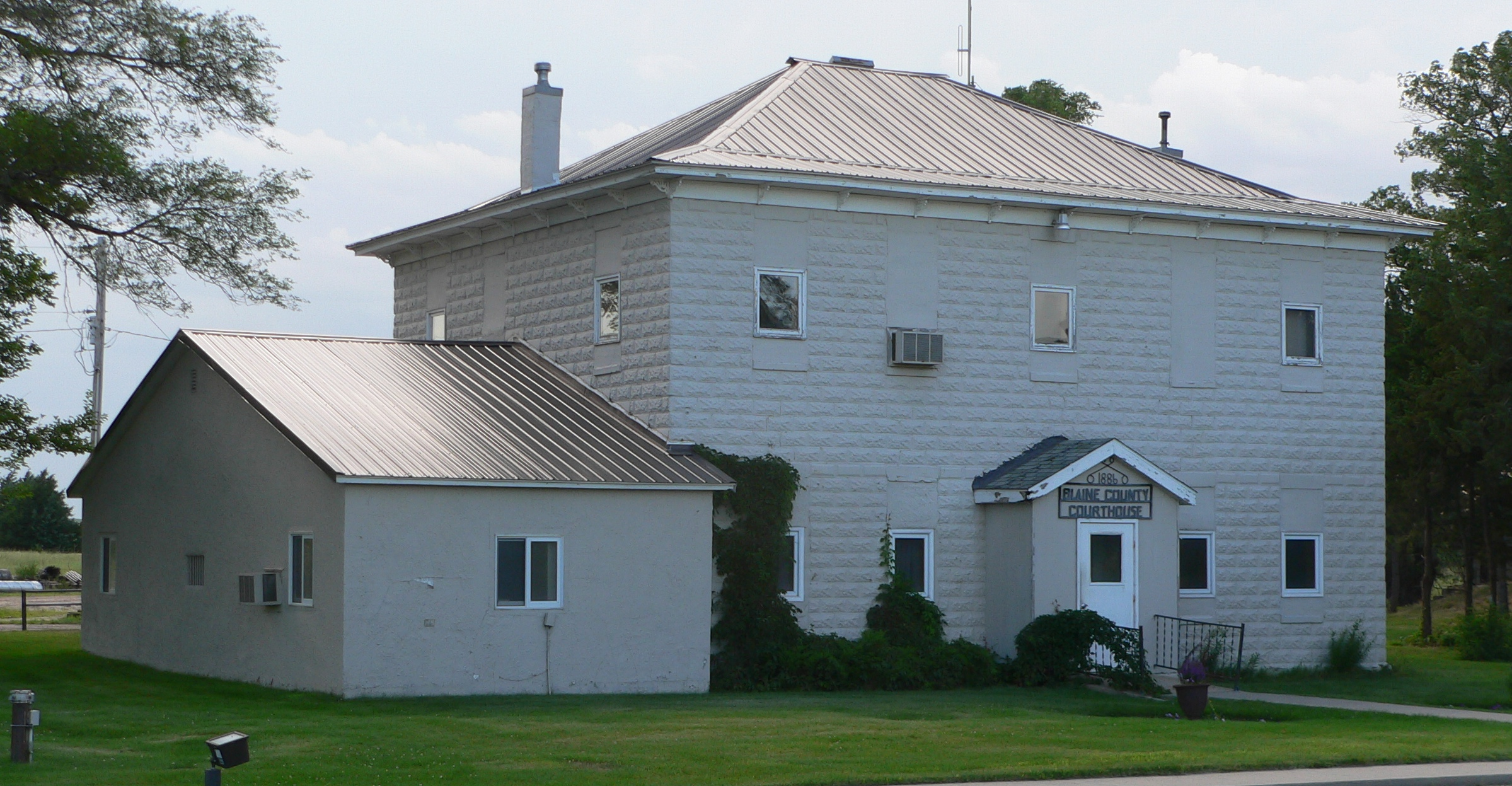
Blaine County Courthouse